# Tricase
Tricase este o comună din provincia Lecce, regiunea Puglia, Italia, cu o populație de 17.142 locuitori (1 ianuarie 2023) și o suprafață de 43,33 km².

## Demografie
Tricase - evoluția demografică

|  | Graficele sunt indisponibile din cauza unor probleme tehnice. Mai multe informații se găsesc la Phabricator și la wiki-ul MediaWiki. |

Date: Recensăminte sau birourile de statistică - grafică realizată de Wikipedia